# ژان وال (بازیگر)
ژان وال (انگلیسی: Jean Wall؛ ۳۱ دسامبر ۱۹۰۰ – ۲۴ اکتبر ۱۹۵۹ (سن ۵۸)) بازیگر و کارگردان اهل کشور فرانسه بود.
از فیلم‌هایی که وی در آن نقش داشته‌است می‌توان به آسانسوری به سوی قتلگاه و یکشنبه خنده دار اشاره کرد.